# Combas
Combas település Franciaországban, Gard megyében. Lakosainak száma 762 fő (2022. január 1.). Combas Crespian, Fontanès, Montpezat, Souvignargues és Vic-le-Fesq községekkel határos.

## Népesség
A település népességének változása:
| Lakosok száma | 287  | 357  | 381  | 515  | 603  | 620  | 628  | 635  | 677  | 762  |
|               | 1968 | 1982 | 1990 | 2006 | 2013 | 2015 | 2017 | 2019 | 2020 | 2022 |